# Kehli O'Byrne
Pour les articles homonymes, voir O'Byrne et Burns.
Kehli O'Byrne est une actrice canadienne de cinéma et télévision, ayant parfois joué sous le pseudonyme de Kelly Burns.

## Filmographie

### Cinéma
- 1992 : Face à face (Knight Moves) : Debi Rutlege
- 1992 : K2 : Pam Perkins
- 1994 : Dark Angel: The Ascent : Angel (sorti en vidéo)
- 1996 : Watch Me : Elise (comme Kelly Burns)
- 1996 : Solitaire : Deidra
- 1997 : The Last Embrace : Helen/Silky (comme Kelly Burns)
- 1997 : La Proie et l'Ombre (Shades of Gray) : Gray Goodman
- 2000 : A Porcelain Dream
- 2002 : Divorce: The Musical : Tanya Levy
- 2002 : The Streetsweeper
- 2007 : Life with Fiona : Denise

### Télévision

#### Séries télévisées
- 1987 : The Beachcombers : Jordon Cooper
- 1988 : 21 Jump Street : Diane Thompson
- 1989 : Cap Danger (Danger Bay) : Edwina
- 1990 : Le Ranch de l'espoir (en) (Neon Rider) : Fran
- 1992 : Un privé sous les tropiques (Sweating Bullets)
- 1992 : Les Trois As (The Hat Squad) : Darcy Prime
- 1993 : Highlander : Lynn
- 1994 et 1997 : Les Dessous de Palm Beach (Silk Stalkings) : Erin Cameron / Tonya
- 1995 : Loïs et Clark : Client ATM
- 1996 : Hot Line : Melissa Jennings
- 1997 : Women: Stories of Passion : Leila
- 2004 : Black Tie Nights : Andrea Johnson
- 2006 : Eve : Emcee
- 2009 : Des jours et des vies (Days of our Lives) : Athena

#### Téléfilms
- 1993 : Elvis and the Colonel: The Untold Story : Priscilla
- 1995 : Tainted Love : Chantal Benteen (comme Kelly Burns)
- 1995 : Terminal Virus : Shara
- 1995 : Piranha (en) : Gina Green
- 1996 : Panique en plein ciel (Panic in the Skies) : une hôtesse de l'air
- 2014 : Un fan inquiétant (Lighthouse) : Tracy
- 2014 : supernatural saison10 ep 12: Tina
- 2015 : Les Enfants du péché : Les Racines du mal (Seeds of Yesterday) de Shawn Ku : une femme
- 2019 : Les petits meurtres de Ruby : héritage empoisonné (Ruby Herring Mysteries: Her Last Breath) de Fred Gerber : Kate Billings
- 2020 : Le lycée des secrets (Undercover Cheerleader) : Cynthia Bailey